# ネクサス (プロレス)

ロゴ

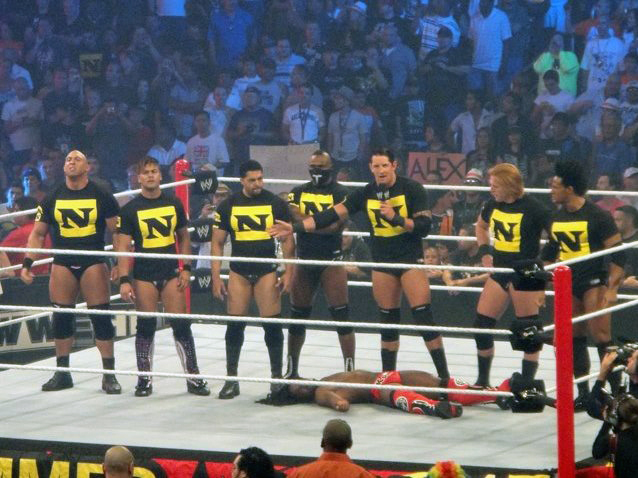
ネクサスのメンバー(サマースラム2010にて)

ネクサス（The Nexus）は、アメリカ合衆国のプロレス団体WWEに登場するプロレスラーのユニット名称であり、主にNXTシーズン1の卒業生から成る。

## メンバー

### 第1期
- ウェイド・バレット
- ダニエル・ブライアン
- ジャスティン・ガブリエル
- ヒース・スレイター
- マイケル・ターヴァー
- スキップ・シェフィールド
- ダレン・ヤング
- デビッド・オタンガ
- マイケル・マクギリカティ
- ハスキー・ハリス
- ジョン・シナ

### 第2期 (New Nexus)

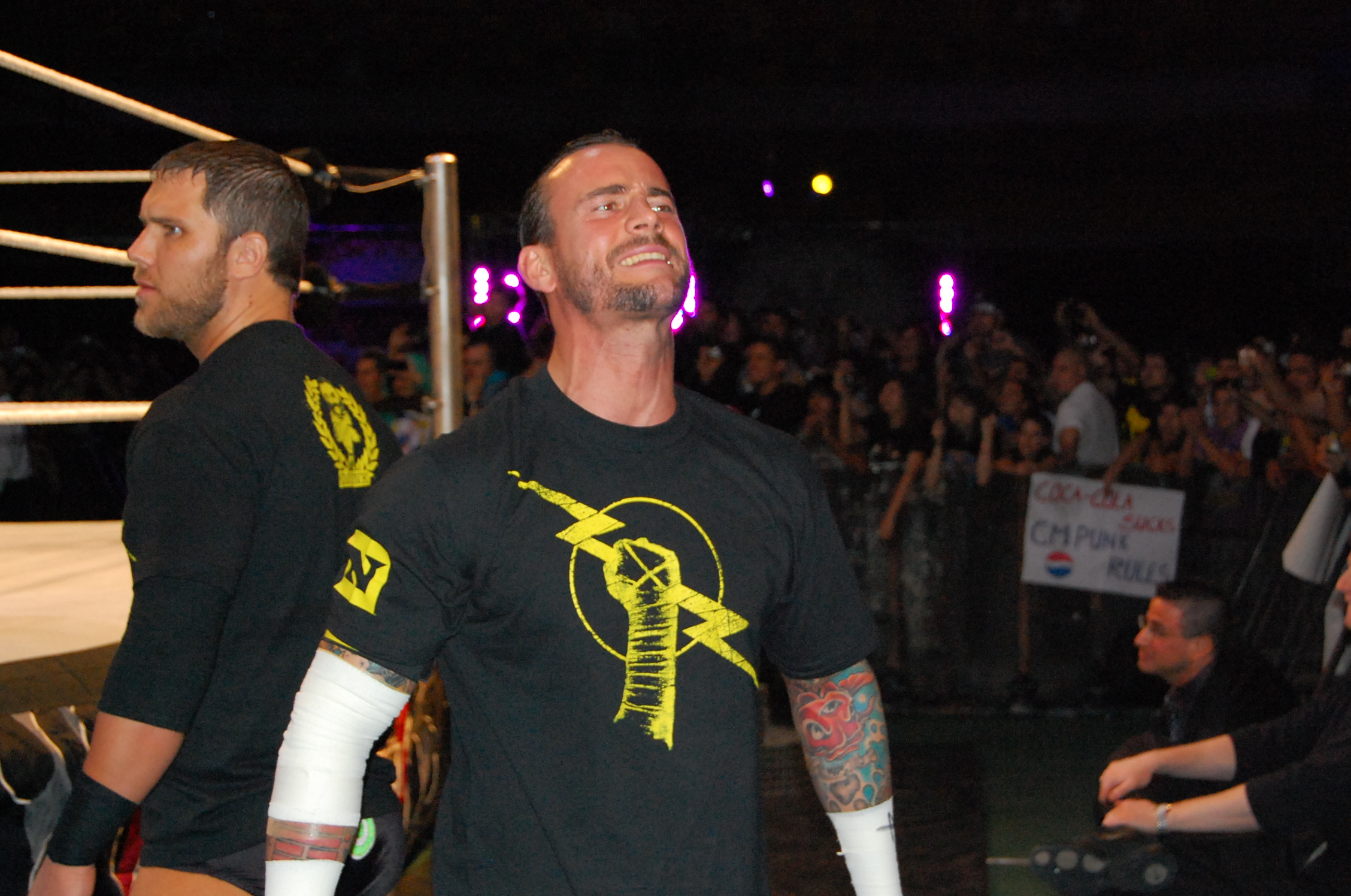
第２期ネクサスリーダーのCMパンク

- CMパンク
- デビッド・オタンガ
- マイケル・マクギリカティ
- ハスキー・ハリス
- メイソン・ライアン

## 来歴
2010年2月23日にECWに引き続いてスタートしたNXTシーズン1はウェイド・バレットの優勝で幕を閉じたが、6月7日のRAWでバレットは「俺が、WWE史上いまだかつて行われていないことを成し遂げる。」と発言。するとその日のメイン戦にNXTシーズン1の卒業生全員で乱入。CMパンク率いるストレート・エッジ・ソサエティに襲いかかった後、ジョン・シナを袋叩きにする。その後マット・ストライカー、実況のジェリー "ザ・キング" ローラー、リングアナウンサーのジャスティン・ロバーツ、タイムキーパーなどスタッフにも襲いかかり、実況ブース、リング、フロアまでも破壊する。また、この時ダニエル・ブライアンがロバーツの首をネクタイで締め上げたことが放送コードに抵触し、それが理由で6月11日にWWEから解雇される（ストーリー上で反省の弁を述べたこととして、バレットが追放したということになっている）。
その翌週のRAWではNXTシーズン1の卒業生全員と契約することを要求するが、GMのブレット・ハートは拒否。さらにブレットはバレットのNXTシーズン1優勝の特典であるPPV王座戦出場権の剥奪、解雇を決定。しかしこれに憤慨した卒業生たちは、その日のメイン戦中にバックステージでブレットに襲いかかり、リムジンに押し込み暴走させて負傷させる。
6月20日のフェイタル・4ウェイのフェイタル4ウェイ形式WWE王座戦中に、バックステージで試合を観戦していたRトゥルース、エヴァン・ボーン、ハート・ダイナスティに襲いかかった後、リングに侵入。シナを袋叩きにした後、エッジ、ランディ・オートンをも袋叩きにしてしまう。その間にシェイマスがシナからフォールを奪い、王座を獲得するが袋叩きにされる前に逃走した。
その翌日、WWE会長であるビンス・マクマホンが混乱の原因はブレット・ハートだとして、ブレットをGMから解任、匿名の新GMを任命した。その新GMは卒業生全員との契約、バレットのPPV王座戦挑戦権の復活を決定する。するとその日メイン戦に乱入してシナに襲いかかった後、特別レフェリーを務めていた会長をも取り囲み袋叩きにする。この後からネクサスと名乗り始める。
6月28日のRAWではバレットはWWE上層部に呼び出されて不在だったものの、自身のDVD発売による宣伝で登場したリッキー・スティムボートとお祝いに来たアーン・アンダーソン、ディーン・マレンコ、IRS、マイケル・ヘイズを6人で1人ずつ袋叩きにしてしまう（スーパースターはネクサスと接触することが禁じられているため救出はできなかった）。
7月5日のRAWではGMがシナとバレットが休戦することを命じる。シナは握手すると見せかけバレットをいきなり担ぎ上げたが、ネクサスが援護に駆けつけてシナに襲いかかる。するとエヴァン・ボーン、ジョン・モリソン、マーク・ヘンリーなどRAW所属のスーパースターがシナの援護に駆けつけ、ネクサスはリングから追い出されてしまう。さらにリング上に取り残されたダレン・ヤングはシナにSTFをキメられてダウンするが、さらに鉄柱に叩きつけられた後、鉄階段で殴打され、実況ブースに叩き込まれてしまう。
その翌週もネクサスの暴走は止まらず、ヨシ・タツ、ジョン・モリソン、エヴァン・ボーンをバックステージで襲撃。その日のメイン戦は前回RAWのシナに対する罰であるネクサス対シナの6対1のハンディキャップ戦（ヤングは負傷のため欠場）でありシナを圧倒し、とどめをさそうとするが、スティール・チェアーを持ったシェイマスがシナの援護に駆けつけたためネクサスは逃走。
7月13日にはNXTに凱旋する。その日のメイン戦のシーズン2のルーキー、プロたちによるバトルロイヤルに参戦し、ネクサス全員での勝利を収めた。さらに試合後には抵抗を見せたジョン・モリソン、コフィ・キングストン、コーディ・ローデスを袋叩きにする。
7月18日のマネー・イン・ザ・バンクのスティール・ケージ・マッチ形式WWE王座戦に乱入するが、シナの足止めには成功するがシェイマスが脱出に成功し、王座を防衛する。シナは憤慨し、マイケル・ターヴァー、ヤングに襲いかかった。
その翌日にはエッジ、NXT時代でのバレットの師匠であったクリス・ジェリコを袋叩きにする。しかしこのことが原因でサマースラムでのWWE軍（シナ、ジェリコ、エッジ、モリソン、トゥルース、ザ・グレート・カリ、ブレット）とのエリミネーション戦が決定する。翌週には前哨戦となるジェリー・ローラー、マーク・ヘンリー、エヴァン・ボーン、ヨシ・タツ、ゴールダスト、タイソン・キッド、デビッド・ハート・スミスとのエリミネーション戦を完全勝利で飾った。また、PPV直前にはカリを袋叩きにして負傷させ、それに代わる候補とされていたヘンリーも襲撃して出場できないようにする。
8月15日のサマースラムではザ・ミズがWWE軍に入るのが濃厚であったが、元ネクサスのダニエル・ブライアンが電撃復帰して出場する。試合はWWE軍をシナ1人まで追い込むものの、敗れてしまう。
翌日のRAWではネクサス対WWE軍の続編として試合が組まれ、バレット、ターヴァー、ガブリエル、シェフィールド＆オタンガ、スレイターは勝利を収めるが、ヤングがシナに敗北。バレットが負けたメンバーは追放と警告していたため、ヤングは袋叩きにされてしまう。
8月30日の放送900回記念RAWではケインの手を借りてジ・アンダーテイカーを袋叩きにする。また、この日にシェフィールドは日本公演直前のハワイ公演で左足首を負傷していたため欠場し、スキット内のみで居なくなったことだけが言及された。
9月19日のナイト・オブ・チャンピオンズではバレットがNXT優勝で獲得した王座挑戦権を行使していたため、6パック・エリミネーションマッチ形式WWE王座戦に出場する。バレットは他のネクサスメンバーの手を借りてシナを脱落させるが、シナの妨害もありオートンに排除されてしまう。
10月1日には放送局移籍記念のスマックダウンに登場。冒頭でドルフ・ジグラー、MVPを袋叩きにするが、ビッグ・ショーとシナに追い払われる。それがきっかけでネクサス対ビッグ・ショーの5対1のハンディキャップ戦が組まれるが試合圧倒し5人が一度に関節技をかけて失神させる。また、シナ対ケイン戦ではランバージャックとして参戦した。
10月3日のヘル・イン・ア・セルではシナのネクサス入りかネクサス解散が賭けられたバレット対シナ戦で、NXTシーズン2の卒業生であるマイケル・マクギリカティとハスキー・ハリスの介入もありバレットが勝利、シナのネクサス入りが決定する（NXTシーズン2では上位4名がWWEと契約できることになっていた）。また、翌日のRAWで、シナはタッグパートナーとしてターヴァーを選ぶも、まともに試合をせず、試合後にSTFをかけ続けるなどして離脱させた（実際にはターヴァーの頸部損傷のため）。しかし、この行為のせいで以後シナはバレットの命令に逆らうとクビになってしまうことがGMによって警告された。
その後、WWE王座戦出場を決めるバトルロイヤルを行い、シナは仕方なくバレットを援護し、最後にわざと負けることでバレットを王座戦に出した。そしてバレットはシナをレフェリーとして起用させ、自身が負ければクビになるように画策したが、試合にてシナがバレットを殴り倒すことでバレットを「反則勝ち（王座移動ならず）」とした。
10月24日のブラッギング・ライツではシナとオタンガがコーディ・ローデス & ドリュー・マッキンタイアからWWEタッグ王座を奪取した。しかし、その翌週のRAWにてリーダーであるバレットから同じネクサスのメンバーであるガブリエル & スレイターにタッグ王座を渡すよう指示されると、オタンガがリング中央で横になり献上した。この頃からオタンガがネクサスに対して不満を持ち始めて、11月5日にはバレットの許可なくオタンガがリーダーとなってスマックダウンに登場。序盤にエッジ、アルベルト・デル・リオを襲い、バックステージではレイ・ミステリオ、MVP、カヴァルをも袋叩きにするが、メイン戦のエッジ、コフィ・キングストン、ビッグ・ショー、デル・リオ、ケインとの10マン・タッグマッチに敗北してしまう。翌週のRAWではバレットがこの結果に激怒し、シナとの試合を組まれるがまたも敗北。追放の危機にあったが、11月12日に負ければネクサス追放が決まるエッジとのランバージャック戦でケインの援護もあって勝利し、追放は免れた。
11月21日のサバイバー・シリーズでは再びシナはバレットとランディ・オートンのWWE王座戦のスペシャル・レフェリーを務めた。この試合ではバレットが王座を手にすればシナはネクサスから解放、さもなければシナがWWEを解雇させられるというものだった。試合の結果はオートンの勝利でシナはWWEから解雇になった（アングル上）。しかしこの後からメンバーが次々とシナに襲われ始め、12月6日のRAWで行われた4ウェイ・エリミネーション戦での王座戦では、シナの介入もありガブリエルとスレイターがサンティーノ・マレラ & ウラジミール・コズロフ組に敗れ王座から陥落した。RAWでバレット以外全員が1人ずつシナに潰され、メンバーがバレットに従わなくなり、「シナを雇わないとお前をネクサスから追放する」と言われたため、バレットは「シナが俺に勝てば雇う」と言った。12月19日のTLCのイス戦でバレットとシナが闘い、バレットが敗れたためシナが再びWWEと契約した。
その翌日のRAWで解説を務めていたCMパンクが突如シナを椅子で殴打、さらに翌週12月27日のRAWでもネクサスに続く形でシナを暴行し、アームバンドをはめてネクサス入りを表明した。1月3日のRAWでは2週間の欠場から復帰したバレットとパンクが対立、バレットはランディー・オートン、シェイマスとのWWE王座挑戦権を懸けた三つ巴金網戦で勝てばパンクがバレットの傘下に入り、負ければネクサス追放を宣告される。試合の終盤では金網の頂上に達しかけたバレットが、援護するかに思われたパンクに蹴り落とされて試合はオートンが勝利。バレットはネクサスを追放されることとなり、直後にスマックダウンに移籍した。
1月10日のRAWではパンクが“通過儀礼”としてマクギリカティにメンバー全員のフィニッシャーを浴びせさせ、ハリスをベルトで滅多打ちにさせ、オタンガを単身ビッグ・ショーに差し向け、ガブリエルとスレイターには竹刀でお互いを打ち合うように命じた。この時ガブリエルとスレイターは互いを痛め付けることを拒否、ネクサスを脱退して1月14日のスマックダウンでバレットと共にコアを結成した。1月17日のRAWではシナとパンクの試合中のメイソン・ライアンが乱入。シナを痛め付け、パンクにも攻撃したが睨み合いの末跪き、パンクからアームバンドを与えられてネクサスのメンバー入りした。この後から新生ネクサス（ニューネクサス）と呼ばれるようになった。
1月30日のロイヤルランブルではザ・ミズ対オートンのWWE王座戦に乱入、オートンを襲撃してミズの王座防衛を助けた。ランブル戦にもパンクが1番手、ハリスが9番手、マクギリカティが13番手、オタンガが15番手、ライアンが20番手で出場し、試合前半を圧倒したがザ・グレート・カリとシナに一掃された。翌日のRAWではハリスがオートンにパントキックを浴びせられ、長期欠場に入った（実際はハリスの怪我のため）。
レッスルマニアのオートン対パンクに向け、マクギリカティ、オタンガ、ライアンと次々にランディ・オートンと対戦（勝った者はレッスルマニアでパンクのセコンドに就ける）するが、それぞれ敗れた挙句にパントキックを食らい欠場、CMパンクはオートンとの一騎討ちに敗れる。
次のRAWにて3人は復帰、オタンガとマクギリカティがタッグ王座を獲得。
後にライアンは負傷欠場。さらにマネー・イン・ザ・バンクにおいてパンクがWWEを一時離脱したことがきっかけとなり、翌RAWでオタンガとマクギリカティがネクサスの曲で入場し試合したのを最後に、ネクサスそのものが自然消滅した。

## 得意技
袋叩き
ネクサスの代名詞的な技。終盤にウェイストランドから450°スプラッシュでとどめを刺すのがいつもの流れである。バックステージや試合後に行うことが多い。これまでにジョン・シナ、ビンス・マクマホン、リッキー・スティムボート、ジ・アンダーテイカーなどスーパースターから殿堂者まで大勢を襲っている。
ウェイストランド
バレットのフィニッシャー。相手をファイヤーマンズキャリーで担ぎ、後ろへ振りかぶってから前方へ落とす技。形は崩れたが、この技でマーク・ヘンリーを倒したこともある。
450°スプラッシュ
ガブリエルのフィニッシャー。袋叩きの後のダメ押しとしても使用される。
バーディクト（ワンハンドスラム）
オタンガのフィニッシャー。変形チョークスラム。ウラジミール・コズロフのアイアン・カーテンと同型の技である。
スウィート・ネス
スレイターのフィニッシャー。飛び付き式のロシアン・レッグ・スイープ。ドルフ・ジグラーのジグザグと同型の技である。
ターヴァーズ・ライトニング
ターヴァーのフィニッシャー。パワースラムの形で真上まで持ち上げて少し静止した後、持ち上げてきた方向に叩きつける技。
キル・ショット（ノックアウトパンチ）
ターヴァーのフィニッシャーに近い技である。主に袋叩きの時に使用する。
ヒートウェーブ（ベリー・トゥ・バック・スープレックス）
ヤングのフィニッシャー。フルネルソンで相手を捕らえてフラップジャックで顔面を叩きつける技。
ランニング・ハイインパクト・クローズライン
シェフィールドのフィニッシャー。助走をつけてクローズラインを相手に打ち込む。ワインドアップ式も使用する。
マクギリカッター
マクギリカティのフィニッシャー。ランニング・スインギング・ネックブリーカーである。
ランニング・セントーン
ハリスのフィニッシャー。巨体であるが故に破壊力は大きい。
ハウス・オブ・ペイン
メイソンのフィニッシャー。相手をロック・ボトムの状態から持ち上げてスウィンギング・サイドスラムで叩きつける技。パワー型である為に説得力がある。

## 入場曲
- We Are One (12 Stones)
- This Fire  (Killswitch Engage)
- Death Blow (VideoHelper Music)
- All About the Power